# 中国足球协会会员协会冠军联赛
中国足球协会会员协会冠军联赛，简称为中冠联赛，是中国足球协会主办的全国业余足球联赛，也是中国足球联赛系统中的第四级别赛事，创立于2002年，曾用名有全国足球业余（丙级）队联赛（俗称“中丙”或“丙级联赛”）、全国足球业余联赛（2006年起更名）、中国足球协会业余联赛（2010年起更名），2018年改为现名。
企业、机关、院校、军队以及足球爱好者均可自由组队，通过各地方业余联赛或地方足协推荐参加全国大区赛，联赛也接纳从职业联赛退役或被淘汰球员，因而球队流动性较大。
在2014年以前，业余联赛和中国足球协会乙级联赛间没有升降级制度，因而不包括在中国的足球联赛体系中。2015年中国足协计划对中乙联赛进行扩军，规定自2014年起，业余联赛的优胜俱乐部可升入中乙联赛，参加全国大区赛和总决赛的球队需在当地工商或民政部门登记注册，因此，业余联赛承担起筛选申请加入中乙联赛俱乐部比赛成绩的重任。2018年起，中冠联赛开始接纳非中国内地球队，澳门发展队成为中冠联赛第一支非中国内地球队，之後也有澳門甲組球隊獲邀參賽，如澳科鄒北記。
从2011年起，联赛的前4名将获得参加下一年度中国足协杯的资格，从此担负起了足协杯资格赛的职责。2013年，由于亚足联中国展望城市联赛冠军杯的取消、以及足协杯的扩军，更改为联赛的前12名获得参加足协杯的资格。
首届全国足球业余（丙级）队联赛于2002年4月20日在上海开幕，冠军是广州酒家队。深圳壆岗队蝉联了此后5届联赛的冠军，是最成功球队。

## 赛制
历届业余联赛的赛制不完全相同，大体可分为三个阶段：全国预赛、全国大区赛、全国总决赛。
- 全国预赛阶段：由中国足协下属会员足协组织举办的省市级业余联赛，各地方业余联赛冠军或由会员足协推荐优胜球队参加全国大区赛，若地方足协未组织预赛，则直接推荐球队参加全国大区赛阶段，地方足协也选择可不推荐球队参赛。每年晋级名额不固定，由中国足协根据各地业余联赛的举办情况确定，最多选出64队参加全国大区赛。
- 全国大区赛阶段：此阶段为赛会集中比赛，晋级球队被分为若干小组，在组内进行单循环比赛后，通过直接晋级或与其他小组开展淘汰赛的方式确定16队参加全国总决赛。
- 全国总决赛阶段：16支球队依据全国大区赛比赛成绩再次排位分组，总决赛的小组赛采取单循环主客场赛制，最终排名前4名队伍可参与2024年中乙联赛的准入评定，其余球队名次由小组赛成绩排定。

## 历届联赛前四名
| 年份   | 冠军           | 亚军               | 季军                      | 第四名             |
| ------ | -------------- | ------------------ | ------------------------- | ------------------ |
| 2002年 | 广州酒家       | 深圳壆岗           | 大连英都肥牛 上海科化2000 | 无                 |
| 2003年 | 深圳壆岗       | 湖南体坛           | 苏州金枫                  | 上海天娜           |
| 2004年 | 深圳壆岗       | 青岛黎明           | 陕西高速                  | 云南卫视X梦        |
| 2005年 | 深圳壆岗       | 上海松江天然气     | 广州酒家                  | 长春中贸商品贝利来 |
| 2006年 | 深圳壆岗       | 长春师范学院       | 昆明交警                  | 杭州赛搏           |
| 2007年 | 深圳壆岗       | 延吉法院           | 南京宝泰                  | 武汉东风本田       |
| 2008年 | 武汉东风本田   | 吉林晖春           | 延吉法院                  | 浙江大发           |
| 2009年 | 武汉宏兴       | 武汉东风本田       | 武汉华创工程              | 河南气象           |
| 2010年 | 武汉宏兴       | 厦门东屿行碧宫酒店 | 武汉东风本田              | 河北(中国)英利     |
| 2011年 | 大连银行龙卷风 | 九江联盛           | 长春一汽风云              | 武汉东风本田       |
| 2012年 | 苏州锦富新材   | 青島鯤鵬先楚國際   | 瀋陽河畔花城              | 深圳寅午           |
| 2013年 | 大连台安老哥们 | 武汉华创工程       | 武汉宏兴                  | 河南东方今典       |
| 2014年 | 武汉宏兴       | 大连海龙星         | 青岛黄海制药              | 广西龙桂达         |
| 2015年 | 苏州东吴       | 海南海汉           | 深圳人人                  | 沈阳城市           |
| 2016年 | 大连博阳       | 陕西长安竞技       | 武汉楚风合力              | 上海申梵           |
| 2017年 | 淄博星期天     | 合肥桂冠           | 齐齐哈尔中建商砼          | 肇庆恒泰           |
| 2018年 | 泰州远大       | 成都兴城           | 湖北楚风合力              | 杭州吴越钱唐       |
| 2019年 | 南京枫帆       | 深圳壆岗           | 山东望岳                  | 西安优柯多         |
| 2020年 | 广东良和堂     | 厦门鹭岛           | 四川华昆                  | 宜春江钨威虎       |
| 2021年 | 济南兴洲       | 江苏珂缔缘         | 泰安华伟                  | 海南陵水鼎力       |
| 2022年 | 玉溪玉昆钢铁   | 重庆铜梁龙         | 广西蓝航                  | 大连读行           |
| 2023年 | 廊坊荣耀之城   | 深圳青年人         | 彬州辉龙                  | 广西恒宸           |
| 2024年 | 深圳二零二八   | 贵州筑城竞技       | 广东铭途                  | 广州安华           |

## 标志

业余联赛标志
中冠联赛标志